# Caulksville (Arkansas)
Caulksville es un pueblo ubicado en el condado de Logan en el estado estadounidense de Arkansas. En el Censo de 2010 tenía una población de 213 habitantes y una densidad poblacional de 61,37 personas por km².

## Geografía
Caulksville se encuentra ubicado en las coordenadas 35°18′7″N 93°52′4″O / 35.30194, -93.86778. Según la Oficina del Censo de los Estados Unidos, Caulksville tiene una superficie total de 3.47 km², de la cual 3.43 km² corresponden a tierra firme y (1.04%) 0.04 km² es agua.

## Demografía
Según el censo de 2010, había 213 personas residiendo en Caulksville. La densidad de población era de 61,37 hab./km². De los 213 habitantes, Caulksville estaba compuesto por el 97.18% blancos, el 0.94% eran afroamericanos, el 0.94% eran amerindios, el 0% eran asiáticos, el 0% eran isleños del Pacífico, el 0% eran de otras razas y el 0.94% pertenecían a dos o más razas. Del total de la población el 0.47% eran hispanos o latinos de cualquier raza.